# Victor Mohica
Victor Mohica, również Victor Mojica lub Vic Mohica (ur. 31 lipca 1933 w Nowym Jorku, zm. 17 października 2019) – amerykański aktor filmowy i telewizyjny. Wystąpił w blisko siedemdziesięciu filmach i serialach. Za sprawą charakterystycznej urody, wielokrotnie odtwarzał role Indian. W 1968 zagrał w broadwayowskiej wersji musicalu West Side Story.

## Wybrana filmografia
- 1969: Dark Shadows jako duch Stefana
- 1973: Ulice San Francisco (The Streets of San Francisco) jako ksiądz na miejscu zbrodni
- 1974: Domek na prerii (Little House on the Prairie) jako Soldat du Chene
- 1978: Wonder Woman jako Lance
- 1980-1981: Żar młodości (The Young and the Restless) jako Felipe Ramirez
- 1984: Riptide jako Villanova
- 1985: Airwolf jako Wzmacniacz
- 1986: Posterunek przy Hill Street (Hill Street Blues) jako Theodore Chato
- 1988: Napisała: Morderstwo (Murder, She Wrote) jako Delgado
- 1994: Dni naszego życia (Days of Our Lives) jako El Hombre
- 1994: Szpital miejski (General Hospital) jako doktor Borez